# Saison 15 d'Une famille formidable
 (novembre 2019).
Si vous disposez d'ouvrages ou d'articles de référence ou si vous connaissez des sites web de qualité traitant du thème abordé ici, merci de compléter l'article en donnant les références utiles à sa vérifiabilité et en les liant à la section « Notes et références ».
Chronologie
Saison 14 d'Une famille formidable
Cet article présente les épisodes de la quinzième et dernière saison de la série télévisée française Une Famille Formidable.

## Production
À la mort de Joël Santoni, créateur de la série, le 18 avril 2018, Bernard Lecoq décide de quitter la série. Anny Duperey ne souhaitant pas continuer la série sans celui qui a incarné son mari, Une famille formidable s'arrête en 2018, après 26 ans d'existence, au terme de la saison 15.

## Synopsis
Les Beaumont sont réunis une dernière fois pour de nouvelles aventures jusqu'au divorce "formidable" !

### Épisode 1:Séparations
Numéro de production
51
Première diffusion
France : 19 novembre 2018
Résumé détaillé
Après un long voyage en solo pour aller voir ses enfants dispersés à travers le monde, Catherine rentre en France. Pendant des mois, elle s'est habituée à vivre sans Jacques et veut divorcer. Une bonne fois pour toutes ! Jacques se défend, appelle la famille à la rescousse. Catherine serait sous l'influence d'une nouvelle amie rencontrée en voyage, Florence. Une amie avocate dont Catherine risque d'avoir besoin, pas seulement pour divorcer.

### Épisode 2:Un seul être vous manque
Numéro de production
52
Première diffusion
France : 19 novembre 2018
Résumé détaillé
Accusée de malversation à la tête de la fondation Reine-Grenier, Catherine est jetée en prison. Jacques se démène pour la faire libérer, épaulé par Florence, son ennemie d'hier. L'enquête est longue, la famille fait bloc et défile au parloir. En guise de soutien, chacun raconte à Catherine ses problèmes : Audrey a des bouffées de chaleur, Nicolas traverse une panne d'inspiration, Fred se réfugie dans le travail. Et Julien cherche sa voie sans Jacques.

### Épisode 3:La grande Catoche
Numéro de production
53
Première diffusion
France : 26 novembre 2018
Résumée détaillé
Cela fait trois mois, trois semaines et un jour que Catherine vit sous les barreaux. Mais c'est Jacques qui déprime, bien pire que s'il était en prison à sa place. Pleine d'énergie, Audrey ne sait plus quoi inventer pour remonter le moral des troupes. C'est seulement quand Catherine entrevoit l'espoir d'une libération prochaine que Jacques reprend des couleurs. Un peu trop vite, au risque d'être déçu.

### Épisode 4:Ce qui nous retient
Numéro de production
54
Première diffusion
France : 26 novembre 2018
Résumé détaillé
Après la prison, le bracelet électronique. L'épreuve est loin d'être finie pour Catherine. Enfermée dans la maison avec Jacques 24 heures sur 24, elle étouffe. Il veut lui prouver qu'il a changé, mais aboutit à l'effet inverse. Quand toute la famille participe au vernissage d'exposition de Nicolas, Catherine est seule à manquer à l'appel.

### Épisode 5:Pile ou face
Numéro de production
55
Première diffusion
France : 3 décembre 2018
Résumé détaillé
Christine, Lucas et Nicolas mènent l'enquête et identifient l'escroc qui a envoyé Catherine en prison. Innocentée et libre enfin, elle part savourer ce bonheur intense... loin de la famille, dans la maison de vacances de Florence, sur la côte Atlantique. Jacques meurt d'envie de la rejoindre pour partager ensemble la bonne nouvelle. Quand Catherine l'invite, rien ne se passe comme prévu.

### Épisode 6:Un divorce formidable
Numéro de production
56
Première diffusion
France : 3 décembre 2018
Résumé détaillé
En guise de divorce, Jacques prépare une fête somptueuse, en cachette de Catherine à qui il veut faire la surprise. Du grand n'importe quoi, selon les enfants qui tentent discrètement de saboter ses plans, tout en alertant leur mère. Catherine, elle, revient se confronter à l'escroc qui l'a envoyée en prison. L'occasion de s'expliquer avec Jacques.
Commentaires
- Cet épisode est le dernier de la série.